# Anemone howellii
Anemone howellii là một loài thực vật có hoa trong họ Mao lương. Loài này được Jeffrey & W.W.Sm. mô tả khoa học đầu tiên năm 1916.